# Breitenberg (Holstein)
Breitenberg (niederdeutsch: Bredenbarg) ist eine Gemeinde im Kreis Steinburg in Schleswig-Holstein.

## Geografie

### Geografische Lage
Das Gemeindegebiet von Breitenberg liegt etwa zehn Kilometer östlich von Itzehoe am südlichen oder linken Ufer der Stör im Naturraum Holsteinische Vorgeest, einem Teilgebiet der Schleswig-Holsteinischen Geest.

### Nachbargemeinden
Das Gemeindegebiet wird umlagert von:
| Winseldorf | Lohbarbek                                   |              |
|            | Kompassrose, die auf Nachbargemeinden zeigt | Wittenbergen |
| Westermoor |                                             | Moordiek     |

## Geschichte
Für die am 7. August 1768 eingeweihte Breitenberger Kirche hat Georg Philipp Telemann die Musik komponiert. Die Handschrift ist noch heute in der Kirche erhalten.

## Politik

### Gemeindevertretung
Bei der Kommunalwahl am 14. Mai 2023 wurden insgesamt neun Sitze vergeben. Von diesen erhielt die Breitenburger Wählergemeinschaft sechs Sitze und Zukunft Breitenberg erhielt drei Sitze.

### Wappen
Blasonierung: „Geviert mit gesenkter aufgebogener Teilungslinie. Oben rechts in Rot ein mit sechs Früchten besetzter silberner Eibenzweig, oben links in Silber eine rote Kirchturmspitze. Unten in Silber und Blau ein Wellenbalken in verwechselten Farben.“

## Siehe auch

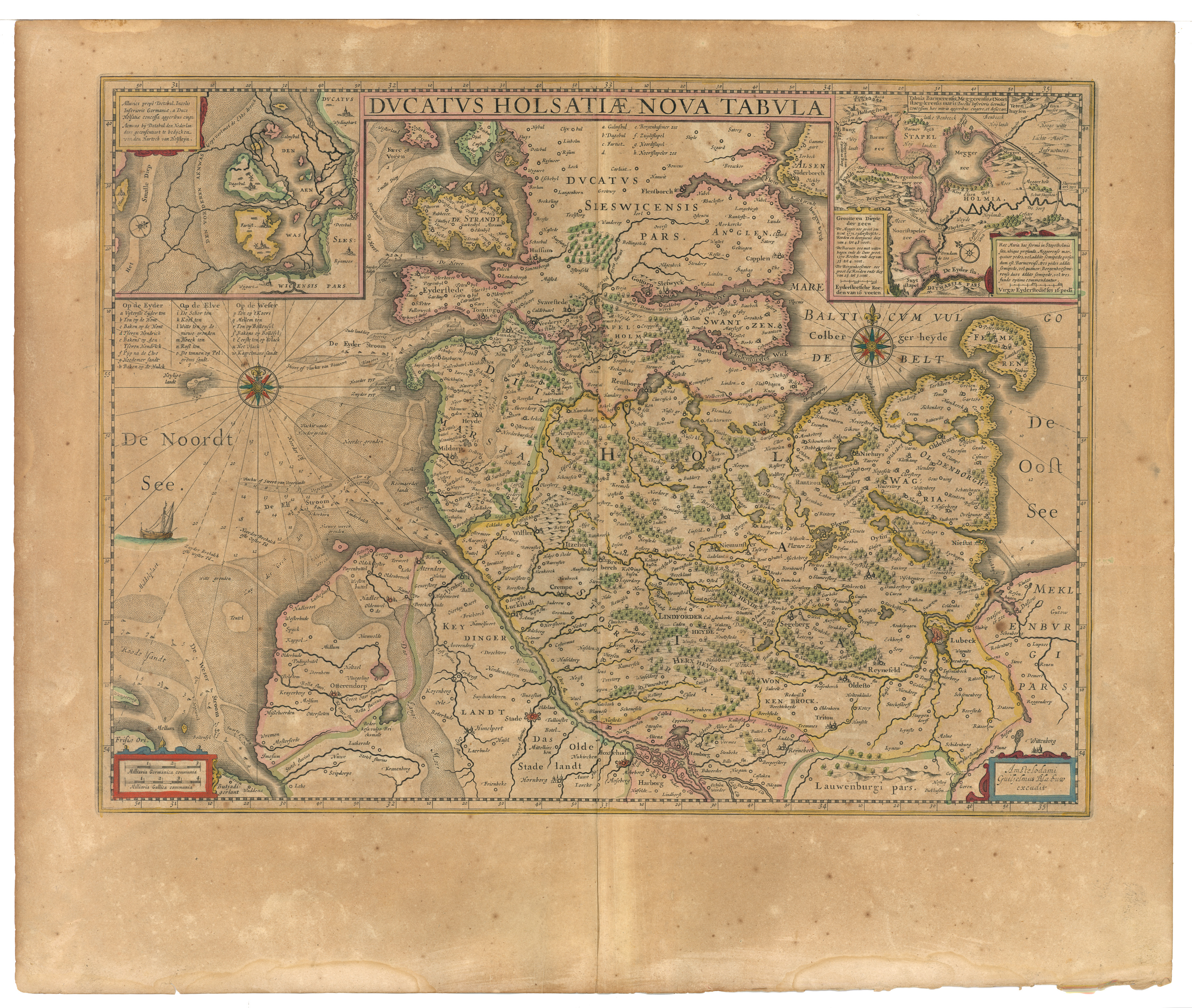
”Bredeberch” 1645 im Atlas Maior von Willem Blaeu
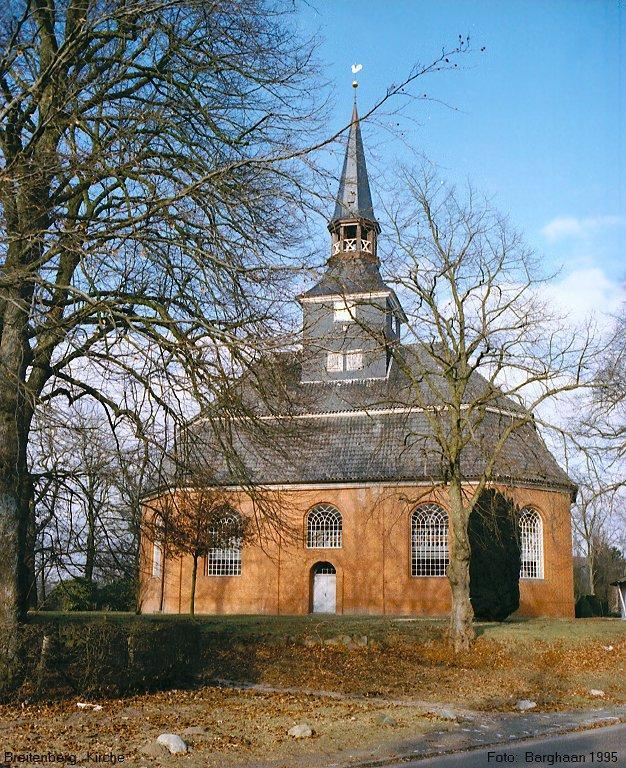
Dorfkirche Breitenberg
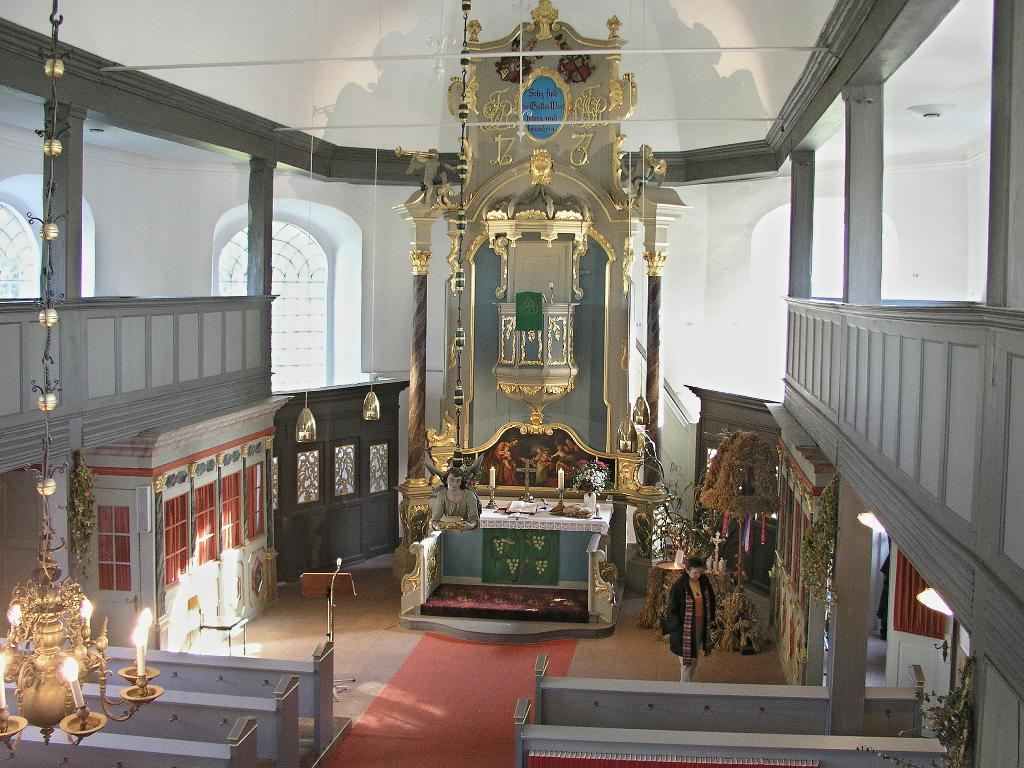
Dorfkirche Breitenberg

## Persönlichkeiten
- Hans Koopmann (1885–1959), Mediziner und Hochschullehrer
- Elisabeth Albertsen (* 1939), Schriftstellerin, wuchs im Pfarrhaus von Breitenberg auf